# NGC 2366
NGC 2366是位于鹿豹座的一个不规则星系。
天文學家對NGC 2366及NGC 2363的各種成分感到困惑。NGC 2366南端是大而明亮的HII區域，稱為馬克仁 71 (Mrk 71)。
在馬克仁 71西邊是另一個矮星系NGC 2363，它正在與NGC 2366 相互作用。H.G. Corwin指出有兩個星系且清楚地有兩個NGC編號：“我們只需要習慣將HII 區域稱為馬克仁 71（或其他名稱），因為它不是我們這些年來一直誤認的NGC 2363。”
在馬克仁71 的區域內，有兩個超星團 (SSC)，分別命名為“A”和“B”或“Knot A”和“Knot B”。